# 旧制中等教育学校の一覧 (福井県)
福井県における旧制中等教育学校の一覧（きゅうせいちゅうとうきょういくがっこうのいちらん）とは、学制改革前（第二次世界大戦前）の福井県内での旧学制の中等教育学校をまとめた一覧である。

## 旧制中学校

### 公立
- 福井藩校明道館（1855年）⇒ 明新館 ⇒ 福井私立福井中学 ⇒ 福井明新中学 ⇒ 福井県福井中学校（1882年）⇒ 福井県尋常中学校 ⇒ 福井県福井尋常中学校 ⇒ 福井県福井中学校 ⇒ 福井県立福井中学校 ⇒《新制・統合》福井県立福井第一高等学校 ⇒（1949年：統合）福井県立藤島高等学校
- 小浜藩校順造館（1881年）⇒（廃止）→（新設）福井県尋常中学校小浜分校 ⇒ 福井県立小浜尋常中学校（1897年）⇒ 福井県立小浜中学校 ⇒《新制・統合》福井県立小浜高等学校 ⇒ 福井県立若狭高等学校（1957年）
- 大野藩校明倫館（1844年）⇒（廃止）→（新設）大野町立明倫中学校 ⇒（廃止）⇒（新設）福井県立福井中学校大野分校（1901年）⇒ 福井県立大野中学校 ⇒《新制・統合》福井県立大野高等学校
- 福井県武生尋常中学校（1898年）⇒ 福井県武生中学校 ⇒ 福井県立武生中学校 ⇒《新制・統合》福井県立武生高等学校
- 福井県立三国中学校（1923年）⇒《新制・統合》福井県立三国高等学校
- 福井県立敦賀中学校（1940年）⇒《新制・統合》福井県立敦賀高等学校

### 私立
- 羽水教校（1880年）⇒ 福井仏教中学 ⇒ 私立第二仏教中学 ⇒ 北陸中学校（1910年）⇒《新制》北陸高等学校

## 高等女学校

### 公立
- 福井県尋常中学校女子部 ⇒（独立）福井県高等女学校（1892年）⇒ 福井県立福井高等女学校 ⇒《新制・統合》福井県立福井第一高等学校 ⇒（1949年：統合）福井県藤島高等学校
- 武生町立武生女子実業学校（1906年）⇒ 武生町立実科高等女学校（一次：1913年）⇒ 福井県武生高等女学校（1920年）⇒ 福井県立武生高等女学校 ⇒《新制・統合》福井県立武生高等学校
- 武生町立実科高等女学校（二次：1941年）⇒ 武生町立高等女学校（1943年）⇒《新制・統合》福井県立武生高等学校
- 就将小学校裁縫専修科（1877年）⇒ 敦賀裁縫学校 ⇒ 敦賀町立裁縫学校 ⇒ 敦賀町立手芸学校 ⇒ 敦賀町立敦賀女学校 ⇒ 敦賀町立敦賀実科高等女学校 ⇒ 福井県立敦賀高等女学校（1923年）⇒《新制・統合》福井県立敦賀高等学校
- 私立稚桜女学校（1905年）⇒ 組合立小浜女子技芸女学校 ⇒ 福井県立小浜高等女学校（1923年）⇒《新制・統合》福井県立小浜高等学校 ⇒ 福井県立若狭高等学校
- 大野郡立実業女学校（1911年）⇒ 福井県大野郡立実科高等女学校 ⇒ 福井県大野高等女学校（1923年）⇒ 福井県立大野高等女学校 ⇒《新制・統合》福井県立大野高等学校
- 丸岡町立女子裁縫学校（1913年）⇒ 福井県丸岡実科高等女学校 ⇒ 丸岡町立丸岡高等女学校（1924年）⇒ 福井県立丸岡高等女学校 ⇒《新制・統合》福井県立丸岡高等学校
- 福井県立鯖江高等女学校（1924年）⇒（1928年：福井県鯖江女子師範学校を併設）⇒《新制・統合》福井県立鯖江高等学校
- 坂井郡立女子実業学校（1909年）⇒ 福井県立三国実業女学校 ⇒ 福井県立三国高等女学校（1926年）⇒《新制・統合》福井県立三国高等学校
- 朝日村立丹生実科高等女学校（1925年）⇒ 福井県立丹生高等女学校（1941年）⇒《新制》福井県立丹生高等学校
- 福井市立女子技芸学校（1909年）⇒ 福井市立実科高等女学校 ⇒ 福井市立高等女学校（1942年）⇒《新制・福井商業学校と統合》福井市立福井高等学校 ⇒ 福井県乾徳高等学校 ⇒ 福井県立乾徳高等学校 ⇒ 福井県立福井商業高等学校（1958年）
- 私立勝山精華女学校（1942年）⇒ 福井県勝山精華高等女学校（1943年）⇒《新制》福井県勝山精華高等学校 ⇒ 福井県立勝山精華高等学校 ⇒ 福井県立勝山南高等学校（1989年）⇒（2011年：統合）福井県立奥越明成高等学校

### 私立
- 婦人仁愛会教園（1898年）⇒ 私立仁愛女学館 ⇒ 仁愛女学校 ⇒ 福井仁愛高等女学校（1924年）⇒《新制》仁愛女子高等学校
- 福井精華女子学園（1927年）⇒《新制》福井女子高等学校 ⇒ 啓新高等学校

## 実業学校

### 公立

#### 足羽・吉田・福井
- 農事講習所（1893年）⇒ 福井県立福井農学校（1899年）⇒ 福井県立福井農林学校 ⇒《新制・統合》福井県立福井第二高等学校 ⇒ 福井県立高志高等学校（1949年）⇒（1953年：農業課程が分離独立）福井県福井農林高等学校 ⇒ 福井県立福井農林高等学校
- 福井県工業講習所（1907年）⇒ 福井県立工業学校（1915年）⇒《新制・統合》福井県立福井第二高等学校 ⇒（1949年：工業課程を分離して再び統合）福井県立福井第一高等学校 ⇒（1957年：工業課程が分離独立）福井県立福井工業高等学校 ⇒ 福井県立科学技術高等学校（1974年）
- 福井市立商業学校（1908年）⇒ 福井市立福井商業学校 ⇒《新制・統合》福井市立福井高等学校 ⇒ 福井県乾徳高等学校 ⇒（1950年：県立移管） 福井県立乾徳高等学校 ⇒ 福井県立福井商業高等学校（1958年）

#### 大野
- 下庄村立農業補習学校（1918年）⇒ 下庄村立公民学校 ⇒ 下庄村立実業青年学校 ⇒ 下庄村立大野農学校（1942年）⇒ 福井県立大野農林学校（1944年）⇒《新制・統合》福井県立大野高等学校 ⇒（1966年：農業科の募集停止）

#### 坂井
- 坂井郡立農学校（1917年）⇒ 福井県立坂井農学校（1923年）⇒《新制・統合》福井県立丸岡高等学校西校舎 ⇒（1953年：農業課程が分離独立）福井県坂井農業高等学校 ⇒ 福井県立坂井農業高等学校 ⇒（2014年：統合）福井県立坂井高等学校

#### 今立
- 今立郡今立農学校（1914年）⇒ 福井県今立農学校 ⇒《新制・統合》福井県立鯖江高等学校 ⇒（1965年：農業科を廃止)

#### 敦賀
- 敦賀商業補修学校（1901年）⇒ 敦賀商業学校（1906年）⇒ 福井県立敦賀商業学校（1918年）⇒《新制・統合》福井県立敦賀高等学校

#### 若狭
- 福井県簡易農学校水産科（1895年）⇒（1899年：独立）福井県水産学校 ⇒ 福井県立小浜水産学校（1901年）⇒《新制・統合》福井県立小浜高等学校 ⇒ 福井県若狭高等学校 ⇒（1953年：水産課程が分離独立）福井県小浜水産高等学校 ⇒ 福井県立小浜水産高等学校 ⇒（2013年：統合）福井県立若狭高等学校
- 遠敷郡立遠敷農林学校（1920年）⇒ 福井県立遠敷農林学校 ⇒《新制》福井県立遠敷高等学校 ⇒（1949年：統合）福井県若狭高等学校遠敷郡校舎 ⇒ 福井県立若狭高等学校遠敷郡校舎 ⇒（1958年：独立）福井県立若狭農林高等学校 ⇒ 福井県立若狭東高等学校（1987年）

## その他
- 私立足羽学院 ⇒ 足羽中学 ⇒ 足羽中学校 ⇒ 福井市立福井高等学校 ⇒ 福井県立乾徳高等学校 ⇒ 福井県立嶺北高等学校 ⇒ 福井県立道守高等学校